# Шляхова (зупинний пункт)
Шляхова́ — пасажирський зупинний пункт Південно-Західної залізниці (Україна), розташований на дільниці Фастів I — Київ-Волинський між зупинними пунктами Глеваха (відстань — 3 км) і Малютянка (1 км). Відстань до ст. Фастів I — 37 км, до ст. Київ-Волинський — 20 км.
Розташований у смт Глевасі Васильківського району Київської області. Має дві платформи берегового типу.